# Roman Rác
Roman Rác (* 28. prosince 1990) je slovenský hokejista.

## Klubová kariéra
Roman Rác působil na mládežnické úrovni na Slovensku v klubu HC Dukla Trenčín (mj. s Tomášem Tatarem). V roce 2007 odešel do České republiky do HC Olomouc, kde hrál za U20 a dostal se do A-týmu. Z Olomouce dvakrát hostoval v HC Valašské Meziříčí. V sezoně 2013/14 vybojoval s Olomoucí postup do ELH.

Od února 2015 bojoval s chorobou, zápalem srdečního svalu, kvůli které nedohrál sezónu 2014/15.

## Reprezentační kariéra
V listopadu 2014 ho trenér Vladimír Vůjtek nominoval poprvé do slovenské hokejové reprezentace na Deutschland Cup.
Debutoval 6. listopadu v utkání proti evropskému výběru Kanady, dopomohl gólem k výhře 4:1.